# Schubert Éva

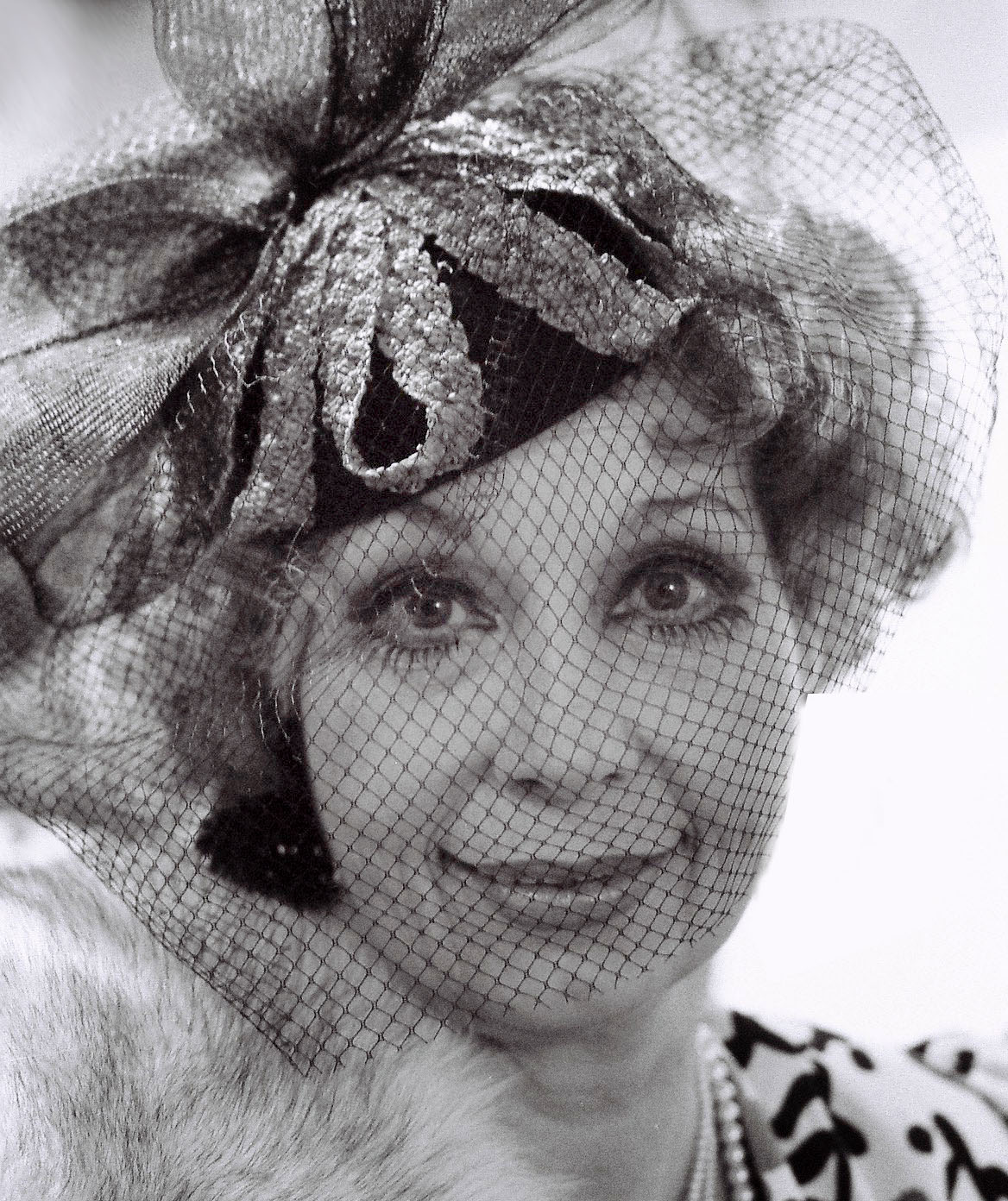
Rózsavölgyi Gyöngyi felvétele

Schubert Éva (Budapest, 1931. január 19. – Budapest, 2017. július 11.) Kossuth-díjas magyar színésznő, rendező, színészpedagógus, érdemes művész.
Schubert Évának csodálatos, alkotó élete volt, tanítványai rajongtak érte és közönsége, pályatársai is nagyon szerették…

## Életpályája
Schubert József Károly (1904–?) és Szuper Erzsébet (1904–1973) gyermekeként született. Egyik dédapjának bátyja, a kiskunhalasi Szuper Károly (1821–1892) színész, igazgató volt, aki még vándorszínész korában Petőfi Sándorral lépett fel. Távoli rokona volt Kölcsey Ferenc (1790–1838). 10 éves korában édesapja elhagyta a családját. Öccse, Zoltán Down-szindrómával született.
Schubert Éva kényszerből lett színész, mivel nem vették fel az egyetemre, arra hivatkozva, hogy apácáknál (angolkisasszonyok) nevelkedett. 1949-ben kitüntetéses érettségije ellenére nem tanulhatott tovább. Gyors- és gépírást tanult, majd gépírónőként helyezkedett el.
Felvételizett esti tagozatra a Színház- és Filmművészeti Főiskolán, ahol 1955-ben szerzett diplomát.
A Magyar Néphadsereg Színházához szerződött. 1956–57-ben a József Attila Színház tagja. Mivel szimpatizált az 1956-os forradalommal, büntetésből áthelyezték másik színházba.
1957–58-ban a Vidám Színpad, 1958-tól 1978-ig a Vígszínház tagja volt.
1978-tól újból a Vidám Színpad művésznője volt 1988-ig.
Az egyik legintelligensebb magyar színésznőnek tartották, de mivel Aczél György nyíltan nem kedvelte művészetét, nem alakíthatott nagyobb főszerepeket. Több idegen nyelven is tudott: németül, angolul, franciául és latinul.
1988-tól a Játékszínhez szerződött, 2004–2005-ben pedig a soproni Petőfi Színháznál játszott. Vendégszerepelt többek között a Karinthy Színházban, a Budaörsi Játékszínben, az IBS Színpadon és a székesfehérvári Vörösmarty Színházban is.
1995–1999 között a berlini Theater des Ostens vendégművésze.
Több alkalommal rendezett. Adjunktus volt a Zeneművészeti Főiskolán, és a Gór Nagy Mária Színitanoda tanára is volt.
Utolsó bemutatója 2006-ban az IBS Színpadon Örkény István: Macskajáték című darabja volt, ahol Gizát játszotta.
2011-ben csontritkulása miatt kerekesszékbe kényszerült, több műtéten is átesett. Hosszan tartó súlyos betegség után 2017. július 11-én hunyt el 86 éves korában. Budapest és az Emberi Erőforrások Minisztériuma saját halottjának tekinti.
2017. július 27-én búcsúztatták a római katolikus vallás szertartása szerint a budapesti Farkasréti temetőben.

## Magánélete
Első férje Zolnay Pál rendező volt, akivel még főiskolás korában házasodtak össze. Második férje Verebes Károly (1920–1987) színész volt. Közös lányuk, Verebes Dóra restaurátor, aki Verebes István féltestvére.
A budapesti Arany János utca lakója volt.

## Főbb rendezései
- Heltai Jenő: A néma levente
- Wolfgang Amadeus Mozart: A színigazgató
- Giovanni Battista Pergolesi: Az úrhatnám szolgáló
- „Ki érti a nőket?” Talán Molnár Ferenc!
- Piaf

## Színpadi szerepei
- Örkény István: Macskajáték... Orbánné; Giza
- Csehov: Sirály... Mása
- Majakovszkij: A poloska... Elzevira
- Tennessee Williams: Orfeusz alászáll... Carol
- Seán O’Casey: Hajnali komédia... Angela
- Sean O’Casey: Az ezüst kupa... Suzy
- Federico García Lorca: Bernarda Alba háza... María Josefa
- G. B. Shaw: Sosem lehet tudni... Gloria
- Bertolt Brecht: Állítsátok meg Arturo Uit!... Gizi
- Szomory Dezső: Szabóky Zsigmond Rafael... Berta
- Ghelderode: A nagy halál balladája... Salivaine
- Alexandre Bisson: Válni sem érdemes... Bonivardné
- Vaszary Gábor: Bubus... Mama
- Patrick: Teaház az augusztusi holdhoz... Higa Jiga
- Vajda Anikó–Vajda Katalin: Így játszunk mi... Mina
- Görgey Gábor: Szexbogyó... Bigottné, vígözvegy
- Hervé: Nebáncsvirág... Fejedelemasszony
- Zsolt Béla: Erzsébetváros... Kardosné
- Nicolás Dorr: Mamagájok... Panchita
- Lev Tolsztoj: Anna Karenina... Nagykövetné
- Robert Thomas: Szegény Dániel... Az ápolónő
- Kinizsi Andor–Kárpáthy Gyula: Az óbudai barlang... Hekeléné
- Robert Thomas: Nyolc nő:... Madame Chanel, a nevelőnő
- Fejér István: Folytassa, Hacsek!... Hacsekné
- Lakner Artúr: Édes mostoha... Ibolya
- Vészi Endre: A sárga telefon... Paula
- Hugo von Hofmannsthal: Akárki... Adósjobbágy felesége
- Rudyard Kipling: Maugli... Ká
- G. B. Shaw: Vissza Matuzsálemhez... Lutestringné, háztartási miniszter
- Gyárfás Miklós: Játék a csillagokkal... Pallasz Athénaié
- Szirmai Albert–Gábor Andor: Mágnás Miska... Nagymama
- Athayde: Margarida asszony... Margarida asszony
- Czakó Gábor: Gang... Mária, énekesnő
- Csurka István: Versenynap... Mária
- Nóti Károly: Nyitott ablak... A polgármester felesége
- George Kaufmann: Így élni jó... Penelope Sycamore
- Krúdy Gyula: Rezeda Kázmér szép élete... Szilvia, talán negyven
- Gorkij: Barbárok... Pritikina, Pritikin felesége
- Vampilov: Kaland a főmetőrrel... Marina
- Csurka István: Szájhős... Helén
- Szabó György: Napóleon és Naplóleon... Lady Maxwell, angol hölgy
- Joseph Stein–Sólem Aléchem: Hegedűs a háztetőn... Jente
- Krúdy Gyula: A vörös postakocsi... Montmorency kisasszony
- Szinetár György: Revolvert vegyenek... Wessely felesége
- Euripidész: Trójai nők... Pallasz Athéné
- Kolozsvári Grandpierre Emil: Leon és Noel... Veronika
- Molnár Ferenc: Az ördög... Selyem Cinka
- Barta Lajos: Szerelem... Fuchsné[23]
- Mesterházi Lajos: Az ártatlanság kora... Ürömyné
- Zelk Zoltán: Az ezernevű lány... Ezerszép

## Filmjei

### Játékfilmek
- Egy pikoló világos (1955) – Gizus
- A csodacsatár (1956) – Estella művésznő
- Bolond április (1957) – Egyetemista
- Dani (1957)
- Égi madár (1957)
- Don Juan legutolsó kalandja (1958) – Fürdő nő
- Micsoda éjszaka (1958)
- A megfelelő ember (1959)
- Kölyök (1959) – Szobatársnő
- Vörös tinta (1959) – Horváth Antónia, Tapsi
- Rangon alul (1960) – Titkárnő
- Délibáb minden mennyiségben (1961) – Mrs. Green
- Felmegyek a miniszterhez (1961) – Dizőz
- Jó utat autóbusz (1961)
- Nem ér a nevem (1961) – Gépírónő a bíróságon
- Kertes házak utcája (1962) – Máthé titkárnője
- Butaságom története (1965) – Színésznő
- Nem (1965) – Lívia
- Tilos a szerelem (1965) – A munkásszálló gondnoknője
- Ketten haltak meg (1966) – Hétfő titkárnője
- Alfa Rómeó és Júlia (1968) – Baráti barátság első tagja
- Hazai pálya (1968) – Vállalati titkárnő
- Az örökös (1969) – Ápolónő
- Ismeri a szandi mandit? (1969) – A főmérnök felesége
- Sziget a szárazföldön (1969) – Troppaurné
- N.N., a halál angyala (1970) – Budai Margit, főnővér
- Csárdáskirálynő (1971) – Úrhölgy III.
- A vőlegény nyolckor érkezik (1972) – Kotlárné Böbe
- Lila akác (1972) – Gizuska
- Volt egyszer egy család (1972) – Debrői Lilienthal kisasszony
- A locsolókocsi (1973) – Omasics anyja
- Kakuk Marci (1973) – Ludi nagysága
- Tűzgömbök (1975) – Orsolya néni
- A csillagszemű 1-2. (1977) – A molnár felesége
- A néma dosszié (1977) – Kovács titkárnője
- Egy kicsit én, egy kicsit te (1984)
- Nyitott ablak (1988) – Polgármesterné
- Ezüstnitrát (Nitrato d'argento) (1996)
- A Hold és a csillagok (The Moon and the Stars) (2006)
- Príma Primavéra (2008) – Grósz Lili
- Csonka délibáb (2015) – Erzsi néni

### Tévéfilmek, televíziós sorozatok
- Mama (1958) – Juci
- A nagy ékszerész (1959) – Fiancée
- A legyező (1960) – Susanna
- A ló is ember (1968)
- Bors (1968) – Mater Honoria
- A Danaida (1970)
- A fekete város 1-7. (1971 [1972 mozifilmként]) – Grodkovszkyné
- Öt férfi komoly szándékkal (1971)
- Három affér (1972)
- Keménykalap és krumpliorr 1-4. (1973)
- Lyuk az életrajzon (1973) – Sümegi Mária
- Uraim, beszéljenek! (1973)
- Zenés TV Színház: Ejnye Cecília! (1973)
- Téli sport (1974) – Jolánka, a varrónő
- Hungária Kávéház (1976) – Rozál
- Második otthonunk 1-5. (1976-1978)
- Abigél 1-4. (1977) – Gigus
- Bezzeg a Töhötöm! (1977)
- Családi kör (1977)
- Infarktus (1977)
- A mama (1978) – Mogoriné, mama
- Ítélet előtt–tévéfilmek
  - 1. rész: Baleset (1978) – Lutz Györgyné
- Székács a köbön (1978)
- A dicsekvő varga (1979) – Kencefice hopmesternő
- A világ közepe (1979) – Brandenburgi örgrófné
- Fogfájás (1979)
- Tiszteletem, főorvos úr (1980)
- Telepódium (1981-1985)
  - Mindent vállalunk (1981)
  - A kitüntetés (1982) – Ilonka, Boldizsár felesége
  - Alacsony az Ararát (1983)
  - A végzet asszonya (1983) – Anna
  - Az első férfi (1983) – Hilda
  - Az admirális (1985) – Bárónő
- Linda I. (1983) – Klára Jusztinia (kvarcóra csempészárus)
- Különös házasság 1-4. (1984) – Miss. Malipau, nevelőnő
- Skatulyácska királykisasszony (1985) – Vasorrú Bába
- A falu jegyzője 1-4. (1986)
- Házasságszédelgő (1986) – Szépligeti Elvira, színésznő
- Mennyei hang (1986)
- Boszorkánypalánta (1988) – Nagyi
- Lumpáciusz Vagabundusz (1988) – Grófné
- Angyalbőrben (1990) – Az őrnagy anyósa
- Szomszédok (1989-1999) – Lillácska
- Ötvenéves találkozó (2002) – Hajnal
- Jóban Rosszban (2005-2006) – Piroska

### Rajz- és bábfilmek
- Rémusz bácsi meséi (1967) – Rókáné (hang)
- Frakk, a macskák réme (1971-1985) – Lukrécia (hang)
- Mézga Aladár különös kalandjai (1972) – Izolária (hang)
- Mekk Elek, az ezermester (1973) – Paci Manci (hang)
- Kérem a következőt! II-III. (1974-1983) – Elefáni; Szamárné; Rókáné (hang)
- Futrinka utca (1979) – Liba Leontin (hang)
- Minden egér szereti a sajtot (1981) – Szeréna (hang)
- Kíváncsi Fáncsi (1984-1989) – Ráf-Ráf (hang)
- Vízipók-csodapók III. (1985) – Állaspókné (hang)
- Éljen Szervác! (1986) – Pingvin hölgy (hang)
- Egérút (1999) – Mini, a rossz tündér (hang)

## Szinkronszerepei

### Filmek
| Év   | Cím                                                         | Szereplő                                  | Színész              | Szinkron év |
| ---- | ----------------------------------------------------------- | ----------------------------------------- | -------------------- | ----------- |
| 1933 | Alice Csodaországban                                        | N/A                                       | N/A                  | 1976        |
| 1937 | Táncrend                                                    | Marguerite Audié                          | Françoise Rosay      | 1986        |
| 1938 | A művészbejáró                                              | N/A                                       | N/A                  | 1975        |
| 1940 | Maddalena, magatartásból elégtelen (1. magyar szinkron)     | Iskolaigazgatónő                          | Amelia Chellini      | 1993        |
| 1945 | Horgonyt fel!                                               | Főnökasszony a haderők városi szállásán   | Claire Whitney       | 1991        |
| 1945 | Róma, nyílt város                                           | Ingrid                                    | Giovanna Galletti    | 1973        |
| 1947 | Csók a stadionban                                           | N/A                                       | N/A                  | 1983        |
| 1950 | A varieté fényei                                            | N/A                                       | N/A                  | 1964        |
| 1950 | Cyrano de Bergerac (1. magyar szinkron)                     | Duenna                                    | Virginia Farmer      | 1979        |
| 1950 | Rémület a színpadon (1. magyar szinkron)                    | N/A                                       | N/A                  | 1969        |
| 1951 | Stan és Pan: Utópia (1. magyar szinkron)                    | N/A                                       | N/A                  | 1968        |
| 1951 | Szépek szépe (1. magyar szinkron)                           | N/A                                       | N/A                  | 1981        |
| 1952 | Hűtlen asszonyok (2. magyar szinkron)                       | Carla Bellaris                            | Tina Lattanz         | 1979        |
| 1953 | A kapitány paradicsoma                                      | Maud St. James                            | Celia Johnson        | 1962        |
| 1953 | Az urak a szőkéket szeretik                                 | Lady Beekman                              | Norma Varden         | 1990        |
| 1953 | Éjszakai kísértet                                           | Yvette                                    | Elena Luber          | 1964        |
| 1953 | Római vakáció (1. magyar szinkron)                          | Vereberg grófnő                           | Margaret Rawlings    | 1980        |
| 1954 | Mulató a Montmartre-on (1. magyar szinkron)                 | N/A                                       | N/A                  | 1968        |
| 1955 | Édentől keletre                                             | Nővér                                     | Barbara Baxley       | 1972        |
| 1956 | Kean, a zseni és fenegyerek                                 | N/A                                       | N/A                  | 1964        |
| 1956 | Túl szép a menyasszony                                      | Agnes nagynéni                            | Madeleine Lambert    | 1992        |
| 1957 | Különös hajótöröttek                                        | N/A                                       | N/A                  | 1980        |
| 1958 | A nyomorultak                                               | Eponine                                   | Silvia Monfort       | 1959        |
| 1958 | Én és az ezredes                                            | Madame Bouffier                           | Françoise Rosay      | 1981        |
| 1958 | Folytassa, nővér!                                           | Mrs. Madge Hickson                        | Irene Handl          | 1980        |
| 1958 | Hely a tetőn (1. magyar szinkron)                           | Mrs. Brown                                | Ambrosine Phillpotts | 1977        |
| 1959 | Charley nénje                                               | N/A                                       | N/A                  | 1977        |
| 1959 | Orfeusz alászáll (1. magyar szinkron)                       | N/A                                       | N/A                  | 1977        |
| 1960 | A fehér csat                                                | Táflová                                   | Nina Popelíková      | 1961        |
| 1960 | Az utolsó tanú (2. magyar szinkron)                         | Gerda Rameil                              | Adelheid Seeck       | 1975        |
| 1960 | Lavina                                                      | Nora Hart                                 | Daphne Anderson      | 1962        |
| 1960 | Rémségek kicsiny boltja                                     | Winifred Krelboyne                        | Myrtle Vail          | 1995        |
| 1960 | Szerezz nercet! (1. magyar szinkron)                        | N/A                                       | N/A                  | 1969        |
| 1960 | Zazie a metrón (1. magyar szinkron)                         | Madame Mouaque (Ágnes)                    | Yvonne Clech         | 1973        |
| 1961 | A fekete ló                                                 | Lotte                                     | Hilde Brauner        | 1973        |
| 1961 | Az őslakos                                                  | N/A                                       | N/A                  | 1962        |
| 1961 | Hány szó kell a szerelemhez?                                | N/A                                       | N/A                  | 1963        |
| 1961 | Tiszta égbolt (1. magyar szinkron)                          | Ljusza                                    | Natalja Kuzmina      | 1961        |
| 1962 | A párduc (1. magyar szinkron)                               | N/A                                       | N/A                  | 1974        |
| 1962 | Bon voyage!                                                 | DuFresne grófnő                           | Jessie Royce Landis  | 1995        |
| 1962 | Dohány                                                      | N/A                                       | N/A                  | 1964        |
| 1962 | Napfogyatkozás (1. magyar szinkron)                         | Vittoria anyja                            | Lilla Brignone       | 1979        |
| 1962 | Párizs rejtelmei                                            | Madame Georges                            | Maria Meriko         | 1982        |
| 1962 | San Michele                                                 | N/A                                       | N/A                  | 1971        |
| 1963 | A nagy kavarodás                                            | N/A                                       | N/A                  | 1969        |
| 1963 | Férjek                                                      | N/A                                       | N/A                  | 1964        |
| 1963 | Három nővér                                                 | Natasa                                    | Anne Cunningham      | 1967        |
| 1963 | Keserű aratás                                               | N/A                                       | N/A                  | 1966        |
| 1963 | Leleményes asszonyságok                                     | N/A                                       | N/A                  | 1969        |
| 1963 | Madarak                                                     | Lydia Brenner                             | Jessica Tandy        | 1984        |
| 1963 | Omlás                                                       | Krisztina                                 | Katya Csukova        | 1965        |
| 1963 | Szörnyetegek (1. magyar szinkron)                           | Julia                                     | Rika Dialyna         | 1964        |
| 1963 | Tom Jones (2. magyar szinkron)                              | N/A                                       | N/A                  | 1976        |
| 1964 | Ivána és a futball (1. magyar szinkron)                     | Igor anyja                                | Eva Matalová         | 1964        |
| 1964 | Nyugodj meg, kedves! (2. magyar szinkron)                   | Mademoiselle Pelusso, François titkárnője | Jacqueline Jefford   | 1986        |
| 1966 | Az egészen nagy ügy                                         | N/A                                       | N/A                  | 1972        |
| 1966 | Családi ügy                                                 | Liz Piper                                 | Avril Angers         | 1981        |
| 1966 | Szakadt függöny                                             | Kucsinszka grófné                         | Lila Kedrova         | 1994        |
| 1967 | A tábornokok éjszakája                                      | Eleanore von Seidlitz-Gabler              | Coral Browne         | 1983        |
| 1967 | Diploma előtt                                               | Mrs. Singleman                            | Alice Ghostley       | 1975        |
| 1967 | Folytassa, doktor! (1. magyar szinkron)                     | Hoggett osztályos nővér                   | June Jago            | 1970        |
| 1967 | Mi lesz veled emberke?                                      | N/A                                       | N/A                  | 1969        |
| 1967 | Nők iskolája                                                | Georgette                                 | Monika John          | 1969        |
| 1967 | Oscar                                                       | Charlotte                                 | Germaine Delbat      | 1982        |
| 1967 | Válás amerikai módra                                        | Fern Blandsforth                          | Emmaline Henry       | 1973        |
| 1968 | A bostoni fojtogató                                         | Cloe                                      | Jeanne Cooper        | 1970        |
| 1968 | A legszebb hónap                                            | N/A                                       | N/A                  | 1968        |
| 1968 | Kémek randevúja                                             | Kate Alan                                 | Vera Oelschlegel     | 1969        |
| 1968 | Ölj meg, csak csókolj!                                      | A másik Marisa                            | Donatella Della Nora | 1969        |
| 1969 | A kaktusz virága                                            | Georgia                                   | Eve Bruce            | 1971        |
| 1969 | Elátkozottak (1. magyar szinkron)                           | Nevelőnő                                  | Nora Ricci           | 1973        |
| 1969 | Eszményi férj                                               | Mrs. Cheveley                             | Margaret Leighton    | 1973        |
| 1969 | Fogd a pénzt és fuss!                                       | Starkwell mama                            | Ethel Sokolow        | 1984        |
| 1969 | Ha kedd van, akkor ez Belgium (1. magyar szinkron)          | Irma Blakely                              | Reva Rose            | 1971        |
| 1969 | Uraim, megöltem Einsteint! (1. magyar szinkron)             | N/A                                       | N/A                  | 1970        |
| 1970 | A kőbirodalom                                               | Mary                                      | Agnes Kraus          | 1972        |
| 1970 | Borsalino (1. magyar szinkron)                              | Madame Siffredi, Roch anyja               | Laura Adani          | 1987        |
| 1970 | Öt könnyű darab (2. magyar szinkron)                        | N/A                                       | N/A                  | 1979        |
| 1970 | Szerelmesek és más idegenek                                 | Kathy                                     | Anne Jackson         | 1982        |
| 1971 | Felszarvazták őfelségét! (1. magyar szinkron)               | Dona Juana                                | Alice Sapritch       | 1983        |
| 1971 | Hideg pulyka (1. magyar szinkron)                           | N/A                                       | N/A                  | 1973        |
| 1971 | Sacco és Vanzetti                                           | Miss Blane, kalapos tanú                  | N/A                  | 1972        |
| 1972 | A burzsoázia diszkrét bája                                  | Simone Thévenot                           | Delphine Seyrig      | 1979        |
| 1972 | A Poszeidon katasztrófa (1. magyar szinkron)                | Belle Rosen                               | Shelley Winters      | 1995        |
| 1972 | Hogyan vadásznak nyulakra?                                  | Madame Latour                             | Eva Maria Meineke    | 1977        |
| 1972 | Marie                                                       | Anette                                    | Lis Verhoeven        | 1976        |
| 1972 | Pápaszemes                                                  | N/A                                       | N/A                  | 1977        |
| 1972 | Szalad, szalad a külváros                                   | N/A                                       | N/A                  | 1974        |
| 1972 | Vigyázat, vadnyugat! (1. magyar szinkron)                   | Kutyás nő a postakocsin                   | Margherita Horowitz  | 1984        |
| 1973 | A villamos                                                  | N/A                                       | N/A                  | 1977        |
| 1973 | Amarcord                                                    | Mrs. De Leonardis, matematikatanár        | Dina Adorni          | 1984        |
| 1973 | Botrány a nyaralóban                                        | N/A                                       | N/A                  | 1974        |
| 1973 | Nehéz tizenegy embert találni                               | N/A                                       | N/A                  | 1978        |
| 1973 | Papírhold (1. magyar szinkron)                              | Billie néni                               | Rose-Mary Rumbley    | 1980        |
| 1974 | A macskás öregúr                                            | N/A                                       | N/A                  | 1982        |
| 1974 | A magas szőke férfi visszatér                               | Lucian felesége                           | N/A                  | 1976        |
| 1974 | Diplomatatáska                                              | Mme. Martel                               | Karin Schlemmer      | 1978        |
| 1974 | Flora                                                       | Mrs. Meldrum                              | Patricia Routledge   | 1980        |
| 1974 | Hogyan fojtsuk vízbe, avagy kétéltűek tündöklése és bukása  | Matylda                                   | Míla Myslíková       | 1976        |
| 1974 | III. Gusztáv                                                | Sofia Magdalena                           | Gio Petré            | 1977        |
| 1974 | Különös felnőttek                                           | Avguszta                                  | Jevgenija Hanajeva   | 1977        |
| 1975 | Áfonya, a vagány                                            | Jelena                                    | Nyina Maszlova       | 1977        |
| 1975 | Ágnes nővér                                                 | Ágnes Heurig                              | Agnes Kraus          | 1977        |
| 1975 | Egyetlenem                                                  | N/A                                       | N/A                  | 1977        |
| 1975 | Ellopták a dinoszauruszt (2. magyar szinkron)               | Hettie                                    | Helen Hayes          | 1995        |
| 1975 | Kánikulai délután (1. magyar szinkron + módosítás)          | Sylvia                                    | Penelope Allen       | 1986        |
| 1975 | Kánikulai délután (1. magyar szinkron + módosítás)          | Sylvia                                    | Penelope Allen       | 2006        |
| 1975 | Libera, szerelmem                                           | N/A                                       | N/A                  | 1977        |
| 1975 | Lóverseny winchesterre és musztángokra (1. magyar szinkron) | N/A                                       | N/A                  | 1980        |
| 1975 | Napsugár fiúk (1. magyar szinkron)                          | Odessa, Willy ápolója                     | Rosetta LeNoire      | 1977        |
| 1975 | Olyan, mint a többi szombat                                 | N/A                                       | N/A                  | 1977        |
| 1976 | Családi összeesküvés                                        | Ügyintéző                                 | Fran Ryan            | 1979        |
| 1976 | Egy hétvége története                                       | Mrs. Jeffcote                             | Rosemary Leach       | 1985        |
| 1976 | Sokat akar a szarka…                                        | Madame Esperanza                          | Martine Sarcey       | 1978        |
| 1977 | Annie Hall                                                  | Mrs. Singer                               | Joan Neuman          | 1980        |
| 1977 | Az együttélés viszontagságai                                | N/A                                       | N/A                  | 1979        |
| 1977 | Toni, a javíthatatlan                                       | Poldi                                     | Lotte Ledl           | 1979        |
| 1978 | A pisztrángok                                               | N/A                                       | N/A                  | 1980        |
| 1978 | Félénk vagyok, de hódítani akarok                           | Aldo anyja                                | N/A                  | 1979        |
| 1978 | Halál a Níluson (2. magyar szinkron)                        | Marie Van Schuyler                        | Bette Davis          | 2001        |
| 1979 | A szerelem csapdája                                         | Isabel Salas                              | Blanca Guerra        | 1983        |
| 1979 | A te neved Jonah                                            | Mrs. Marquardt                            | Ruth Manning         | 1984        |
| 1979 | Mesés férfiak kurblival                                     | Emílie Kolárová-Mladá                     | Vlasta Fabianová     | 1986        |
| 1980 | Moszkva nem hisz a könnyeknek                               | N/A                                       | N/A                  | 1981        |
| 1980 | Ponyvaregény                                                | Stjernenhö grófnő                         | Maria Wimmer         | 1984        |
| 1981 | Bizonyíték híján                                            | N/A                                       | N/A                  | 1985        |
| 1982 | Hol vannak a gyerekeim?                                     | Mary Gertrud                              | Polly Holliday       | 1985        |
| 1982 | Krimileckék – 3. rész                                       | Sarah                                     | Alice Treff          | 1984        |
| 1982 | Váratlan vendég 1-3.                                        | Sybil Birling                             | Margaret Tyzack      | 1984        |
| 1983 | Áldott mélységek                                            | Marquesa                                  | Mary Carrillo        | 2004        |
| 1983 | Sok szerencsét, felügyelő!                                  | Eliza Karaduseva                          | Tatjana Lolova       | 1988        |
| 1984 | Bumbo, az elefánt                                           | Bonna                                     | Tatyjana Peltcer     | 1986        |
| 1984 | Szörnyecskék (1. magyar szinkron)                           | Ruby Deagle                               | Polly Holliday       | 1989        |
| 1985 | Gyilkosság tükrökkel (2. magyar szinkron)                   | Carrie Louise Serrocold                   | Bette Davis          | 1999        |
| 1985 | Kaviár és lencse                                            | Matilda                                   | Galina Sokolova      | 1990        |
| 1985 | Selyemgubó                                                  | Bess McCarthy                             | Gwen Verdon          | 1990        |
| 1985 | Vigyázat, életveszély!                                      | Zinaida Petrovna Stepanova                | Nina Grebeshkova     | 1986        |
| 1986 | Kedves Arthur                                               | Trude                                     | Gisela Trowe         | 1988        |
| 1986 | Miss Marple történetei 08.: Nemezis                         | Clothilde Bradbury-Scott                  | Margaret Tyzack      | 1989        |
| 1987 | A rádió aranykora                                           | Irene                                     | Julie Kurnitz        | 1988        |
| 1989 | A lámpás domb                                               | Mrs. Kennedy                              | Zoe Caldwell         | 1993        |
| 1989 | Nőstényördög (1. magyar szinkron)                           | Mrs. Fisher                               | Sylvia Miles         | 1991        |
| 1990 | A király ágyasa                                             | Az özvegy grófné                          | Margaret Tyzack      | 1991        |
| 1990 | Három férfi és egy kis hölgy                                | Vera Bennington                           | Sheila Hancock       | 1991        |
| 1992 | A legjobb szándékok (1. magyar szinkron)                    | Karin Åkerblom                            | Ghita Nørby          | 1996        |
| 1993 | Legkedvesebb évszakom                                       | Berthe                                    | Marthe Villalonga    | 1998        |
| 1995 | Dolores Claiborne                                           | Vera Donovan                              | Judy Parfitt         | 1997        |
| 1996 | Lone Star – Ahol a legendák születnek                       | Mercedes Cruz                             | Míriam Colón         | 1997        |
| 1996 | Párizs nő volt                                              | N/A                                       | N/A                  | 2000        |
| 1997 | A játékos                                                   | Nagymama                                  | Luise Rainer         | 1997        |
| 1997 | James Bond 18.: A holnap markában                           | M                                         | Judi Dench           | 1998        |
| 1997 | Mrs. Dalloway                                               | Lady Bruton                               | Margaret Tyzack      | 2001        |
| 1998 | Boldog karácsonyt, Miss King! (első-két magyar szinkron)    | Hetty King                                | Jackie Burroughs     | 2000        |
| 1998 | Boldog karácsonyt, Miss King! (első-két magyar szinkron)    | Hetty King                                | Jackie Burroughs     | 2006        |
| 1998 | Szerelemben Erzsébettel                                     | N/A                                       | N/A                  | 1999        |
| 2000 | Gagyi mami                                                  | Hattie Mae Pierce (Nagymami)              | Ella Mitchell        | 2000        |

### Muppet Show
| Év   | Évad | Epizód | Epizódcím                            | Szereplő | Szinkronhang | Szinkron év |
| ---- | ---- | ------ | ------------------------------------ | -------- | ------------ | ----------- |
| 1977 | 2    | 16     | Cleo Laine                           | Janice   | Richard Hunt | 1982        |
| 1978 | 3    | 8      | Loretta Lynn                         | Janice   | Richard Hunt | 1982        |
| 1978 | 3    | 14     | Harry Belafonte (1. magyar szinkron) | Janice   | Richard Hunt | 1981        |
| 1978 | 3    | 16     | Danny Kaye (1. magyar szinkron)      | Janice   | Richard Hunt | 1981        |
| 1979 | 4    | 6      | Linda Lavin                          | Janice   | Richard Hunt | 1984        |
| 1979 | 4    | 14     | Liza Minnelli (1. magyar szinkron)   | Janice   | Richard Hunt | 1981        |
| 1979 | 4    | 15     | Anne Murray                          | Janice   | Richard Hunt | 1982        |
| 1979 | 4    | 18     | Christopher Reeve                    | Janice   | Richard Hunt | 1982        |
| 1980 | 5    | 1      | Gene Kelly (1. magyar szinkron)      | Janice   | Richard Hunt | 1983        |
| 1980 | 5    | 4      | Shirley Bassey                       | Janice   | Richard Hunt | 1982        |

### Sorozatok
| Év        | Cím                             | Szereplő                   | Színész                | Szinkron év |
| --------- | ------------------------------- | -------------------------- | ---------------------- | ----------- |
| 1961      | Twist Olivér                    | Nancy                      | Carmel McSharry        | 1970        |
| 1967      | A Forsythe Saga                 | Winifred Dartienée Forsyte | Margaret Tyzack        | 1970        |
| 1968      | Nicholas Nickleby               | Madame Mantalini           | Thelma Ruby            | 1970        |
| 1970      | A négy páncélos és a kutya III. | Katarzyna tizedesasszony   | Krystyna Kolodziejczyk | 1972        |
| 1973      | A flamandok titka 1-4.          | La gouvernante de Maria    | Catherine Anglade      | 1975        |
| 1977      | A názáreti Jézus 1-4.           | Abigél                     | Nancy Nevinson         | 1990        |
| 1977      | Nők a pult mögött               | Gazdag női vásárló         | N/A                    | 1985        |
| 1982      | Fekete munka 1-5.               | Miss Sutcliffe             | Jean Boht              | 1987        |
| 1985      | A klinika I.                    | Mathilde Schneider         | Eva Zlonitzky          | 1987        |
| 1988      | Agatha Christie: Poirot I.      | Mrs. Clapperton            | Sheila Allen           | 1997        |
| 1988      | Napfényes kastély 1-4.          | Valentine de Vauquelin     | Edwige Feuillère       | 1991        |
| 1990-1996 | Váratlan utazás I-VII.          | Hetty King                 | Jackie Burroughs       | 1993-1997   |

### Rajz- és animációs filmek
| Év   | Cím                                                                   | Szereplő                 | Szinkronhang                 | Szinkron év |
| ---- | --------------------------------------------------------------------- | ------------------------ | ---------------------------- | ----------- |
| 1961 | Frédi és Béni – II/7. rész: Két hékás mint hekus (1. magyar szinkron) | Lujza                    | N/A                          | 1972        |
| 1961 | Hagymácska                                                            | Meggy grófnő (másik fej) | Anasztaszija Georgijevszkaja | 1966        |
| 1985 | Gondos bocsok                                                         | A szellem                | Jackie Burroughs             | 1989        |
| 1989 | A kis hableány                                                        | Ursula                   | Pat Carroll                  | 1990        |
| 1991 | A hercegnő és a kobold                                                | A koboldok királynéja    | Peggy Mount                  | 1991        |
| 1994 | Hüvelyk Panna                                                         | Mezei egér kisasszony    | Carol Channing               | 1994        |
| 1996 | A Notre Dame-i toronyőr                                               | Laverne                  | Mary Wickes                  | 1996        |
| 1996 | A Notre Dame-i toronyőr                                               | Laverne                  | Jane Withers                 | 1996        |
| 2001 | A Notre Dame-i toronyőr 2. – A harang rejtélye                        | Laverne                  | 2002                         |             |

### Rajzfilmsorozatok
| Év        | Cím                                            | Szereplő                                      | Szinkronhang    | Szinkron év |
| --------- | ---------------------------------------------- | --------------------------------------------- | --------------- | ----------- |
| 1975      | Tom és Jerry új kalandjai (1. magyar szinkron) | Szabadesés Frida                              | N/A             | 1987        |
| 1975      | Tom és Jerry új kalandjai (1. magyar szinkron) | Mostohaanya                                   | Jean Vander Pyl | 1987        |
| 1979      | Don Quijote de la Mancha (1. magyar szinkron)  | N/A                                           | N/A             | 1984        |
| 1983      | Csip-csup csodák                               | Tyúkanyó (Dongar) (+ Győry Ilona (2 részben)) | Jamada Reiko    | 1988        |
| 1983      | Hupikék törpikék III.                          | Diana                                         | N/A             | 1990        |
| 1983      | Könyvek könyve II.                             | N/A                                           | N/A             | 1993        |
| 1987      | Eduárd és barátai                              | Víziló Vilma                                  | N/A             | 1988-1990   |
| 1990      | A hosszúlábú apu                               | N/A                                           | N/A             | 1995        |
| 1993-1994 | A kis hableány II-III.                         | Ursula                                        | Pat Carroll     | 1995        |

## Hangjáték, rádió
- Lovik Károly: Az aranypolgár (1958)
- Zola, Emile: Tisztes úriház (1959)
- Moravecz Imre: Egy trabant legendája (1962)
- Szemes Piroska: A házasság története (1963)
- Jerome K. Jerome: Az amatőr (1964)
- Mikszáth Kálmán: Két választás Magyarországon (1964)
- Moldova György: Sötét angyal (1964)
- Turner, David: Mr. Midway vasárnapja (1964)
- Lukianosz: Zeusz és társai (1965)
- Shakespeare, William: Szentivánéji álom (1965)
- Fésüs Éva: Toportyán Tódor a mezei könyvnapon (1966)
- Gellért Endre: A felső tízezer (1967)
- Mihail Solohov: Csendes Don (1967)
- Donald Honig: Mibe kerül 500000 dollár? (1968)
- Ellery Queen: Ludd kapitány tévedése (1968)
- Gáspár Margit: Memento (1969)
- Agatha Christie: Gyilkolni könnyű (1970)
- Anton Pavlovics Csehov: A szirén (1970)
- Hárs László: Hol voltam, hol nem voltam... (1970)
- Karácsony Benő: Új élet kapujában (1971)
- Agatha Christie: Alibi (1972)
- Nagy Lajos: A tanítvány (1974)
- Tersánszky Józsi Jenő: Az örökéletű virágok (1976)
- Csörsz István: A bolond kutya gazdája (1977)
- Eötvös József: Éljen az egyenlőség! (1977)
- Ismeretlen ismerősök - Hunyady Sándor (1978)
- Charles Dickens: Copperfield Dávid (1979)
- Gyenes György: Ismeretlen ismerősök – Georges Simeon (1980)
- Ionescu, Eugene: Autószalon (1980)
- Karc - 1981 december (1981)
- Thackeray, William Makepeace: A rózsa és a gyűrű (1981)
- Zoltán Péter: Melankólia (1981)
- A JÁTSZÓ EMBER - Gyötörd a nyelved... (1982)
- Karc: 1982. nyári kiadás (1982)
- Grimm: A brémai muzsikusok (1984) – Béka Rebeka
- Strahl, Rudi: Ádám és Éva ügyében (1984)
- Egy órában egy élet: Frank Sinatra (1985)
- Humorimpex - Az ember és a bőrönd (1987)
- Thinsz Géza: A kétlaki (1987)
- Mándy Iván: Idegen pályaudvar (1990)
- Szentkuthy Miklós: A rézmetszet életre kel (1991)
- Dániel Ferenc: A sültgalamb (1993)
- Kipling, Rudyard: A pillangó, aki toppantott (1994)
- Vajda István: A fekete tükör (2000)

## Könyv
- Emlékek a jelenben; Schubert Éva, Bp., 2011

## Fordításai
- Aida Aznavour-Garvarentz: Öcsike. Az Aznavour család; Schubert Éva ford. alapján; Babits, Szekszárd, 1994
- Jean Noli: Piaf, a titok; ford. Schubert Éva, előszó Charles Aznavour; Babits, Szekszárd, 1997
- Mireille Mathieu: Igen, én hiszek; közrem. Jacqueline Cartier; ford. Schubert Éva; Babits, Szekszárd, 1998

## Díjai, elismerései
- Érdemes művész (1984)
- V. kerület díszpolgára (1999)
- A Magyar Köztársasági Érdemrend tisztikeresztje (2001)
- Prima díj (2007)
- A 39. Magyar Filmszemle Életműdíja (2008)
- Pepita Különdíj (2008)
- Kossuth-díj (2013)
- Budapest díszpolgára (2013)[40]
- Pepita-életműdíj (2013)